# Giovanni Battista Tassara

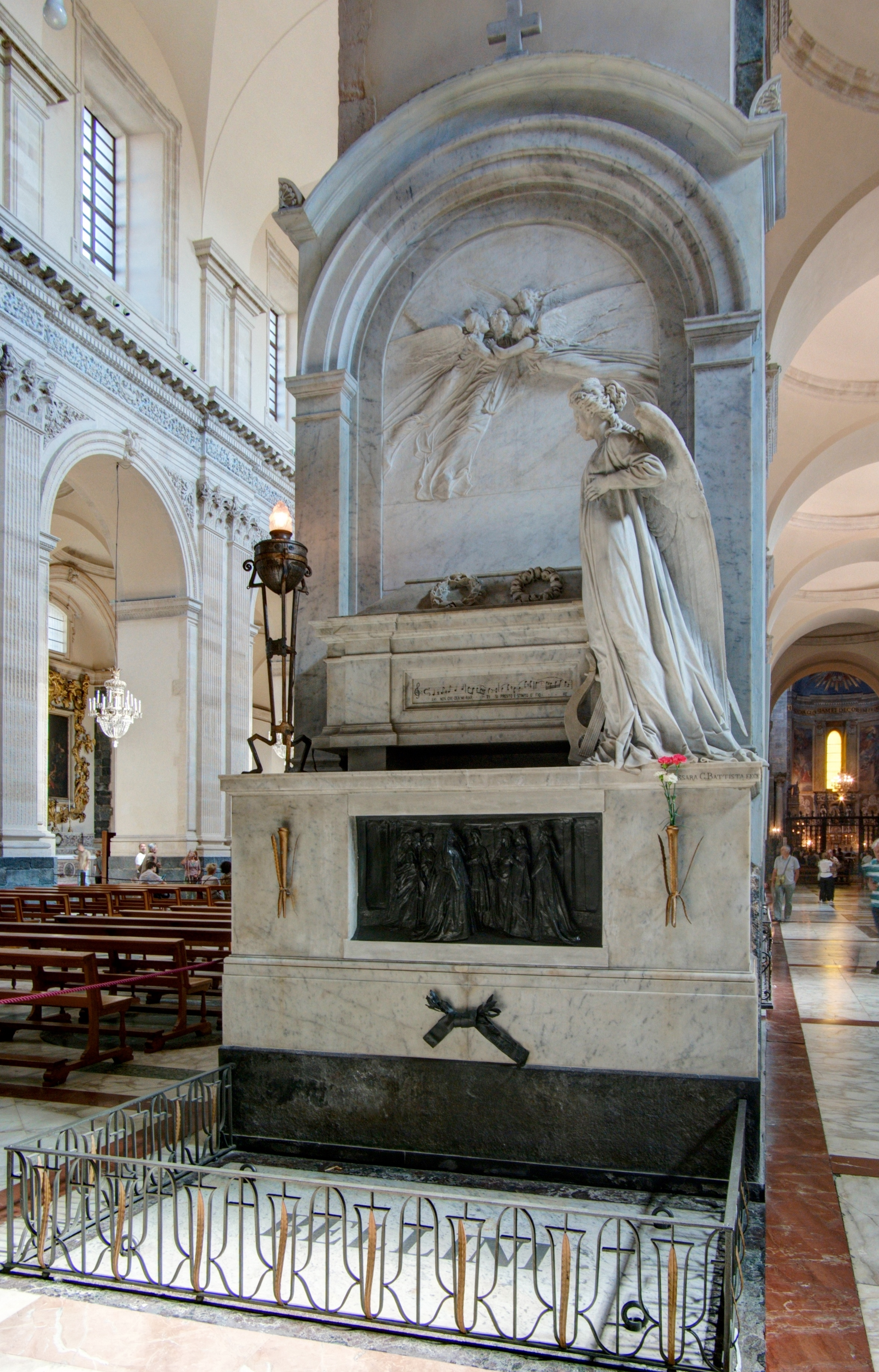
Giovanni Battista Tassara, Monumento a Vincenzo Bellini a Catania (1876)

Giovanni Battista Tassara (Genova, 24 giugno 1841 – Genova, 5 ottobre 1916) è stato uno scultore, patriota e soldato garibaldino componente della spedizione dei Mille nonché un militante del socialismo italiano italiano.

## Biografia
Nato da una famiglia di pescatori, ebbe i rudimenti dell'arte della scultura e la sua prima formazione politica nello studio dello scultore progressista Giovanni Battista Cevasco.
Partecipò giovanissimo al moto insurrezionale del giugno 1857 e alla spedizione dei Mille, che segnò indelebilmente e con coerenza il suo orizzonte politico e morale.
Trasferitosi nel febbraio del 1862 a Firenze, fu lì iniziato in Massoneria il 30 giugno 1865 nella loggia Concordia, pur non volendo mettersi al seguito di alcun maestro egli preferì sempre un rapporto di amicizia e un confronto con i migliori artisti della scena toscana del momento, primo fra tutti Giovanni Duprè.
A questo primo e lungo periodo fiorentino, durante il quale sposò la pittrice e scrittrice Serafina Botto (Genova, 1833–1889), risalgono numerose opere, ancora in attesa di recupero critico. Modellò in quegli anni i ritratti di Nino Bixio, Massimo d'Azeglio e Mario Rapisardi.
Nel 1876 ottenne l'incarico di realizzare la monumentale tomba di Vincenzo Bellini per il duomo di Catania, che venne inaugurato due anni dopo.
Dopo la prestigiosa partecipazione ai lavori per la decorazione plastica della facciata di Santa Maria del Fiore, Tassara sperimentò il fallimentare esito di una sua fabbrica di maioliche artistiche.
La difficilissima situazione in cui versava spinse gli amici e i compagni d'un tempo ad intercedere per lui presso gli ambienti politici della capitale: e fu così che ottenne nel 1889 l'incarico di dirigere la Scuola d'arte applicata all'industria di Macerata, appena fondata.
All'inizio degli anni 1890 arrivò l'ultimo incarico: la realizzazione in bronzo di due grandi bassorilievi per il monumento-ossario progettato dall'architetto Ernesto Basile per il colle di Pianto Romano (presso Calatafimi), a ricordo della vittoriosa battaglia.
Tale prestigiosa opportunità diede nuovo vigore al vecchio garibaldino, che aveva conservato intatta e vivida la fede politica di un tempo e l'attualizzava nell'adesione convinta agli ideali del socialismo.
Per far fronte adeguatamente all'impegno e per seguire da vicino il faticoso rapporto con l'amministrazione statale e gli ambienti politici della capitale, sentì la necessità di trasferirsi a Roma, abbandonando con leggerezza il posto sicuro nella scuola maceratese per un soggiorno romano che presto si rivelò denso di ostacoli, a causa dell'ostilità da parte del governo guidato da Francesco Crispi.
Per questi lavori ottenne un compenso complessivo di 21.000 lire, rimanendo in debito col fonditore di 3000 lire. Ancora una volta stremato finanziariamente, Tassara fece ritorno a Macerata, dove nel frattempo, però, la direzione della scuola era stata assegnata al siciliano Salvatore Giarrizzo.
Condusse anni di vita stentata, senza tuttavia demordere dalla militanza socialista e dall'impegno artistico, prestando attenzione anche a giovani promettenti e privi di adeguati mezzi di sussistenza, come nel caso di Giuseppe De Angelis.
Nel 1910 il comune di Genova gli diede l'incarico di custodire il cimitero monumentale di Staglieno.
Allo scoppio della prima guerra mondiale, si arruolò volontario e svolse assistenza infermieristica nell'ospedale militare di Genova, dove morirà il 15 ottobre 1916.